# Biserica Sfânta Cruce din Baia Mare
Biserica Sfânta Cruce din Baia Mare a fost construită începând cu anul 1991 în cartierul Săsar al municipiului Baia Mare, fiind prima biserică construită după recâștigarea libertății de către Biserica Română Unită cu Roma.
Hramul bisericii este Înălțarea Sfintei Cruci, care se sărbătorește în fiecare an la 14 septembrie.

## Istoric
Sfințirea locului pentru noua biserică, celebrată de episcopul Lucian Mureșan, a avut loc în luna mai a anului 1991, demarându-se imediat construcția acesteia. În anul 1994, fiind finalizată construcția în roșu a imobilului s-a început celebrarea serviciilor divine, în condiții improvizate, la demisolul bisericii. În anul 1996 s-au finalizat lucrările de finisaje interioare zidărie, urmând ca în continuare să se execută alte lucrări în interiorul bisericii. Biserica a fost sfințită în anul 2000, cu ocazia Jubileului a 2000 de ani de la Nașterea Mântuitorului Isus Cristos.
De la înființare și până în prezent, au activat în cadrul Parohiei ca și preoți următorii: Ep. Vasile Bizău, Pr. Simion Ilieș – paroh, Pr. Alexandru Sechel, Pr. Prof. Petru Istrate, Pr. Ing. Simion Mesaroș, Pr. Eusebiu Făt, Pr. Gheorghe Dipșe, Pr. Prof. Dr. Vasile David OSBM, Pr. Prot. Onor. Emil Costin, Pr. Petru Bilțiu-Dăncuș, Pr. Prot. Emil Gîrboan, Pr. Dr. Ioan Tîmbuș, Pr. Remus Ghiran, Pr. Daniel Bud.

## Descriere
Arhitectul bisericii, pr. Emil Costin, a dorit o construcție îndrăzneață, mai puțin tradiționalistă. Pictura murală interioară este realizată de Valentin Muste.